# Havas Juli
Havas Juli (Székelyudvarhely, 1962 –) dr. Szalai Zsuzsanna szül. Horváth Zsuzsa szerzői neve. Szakmáját tekintve tüdőgyógyász szakorvos; novelláit, regényeit Havas Juli néven publikálja.

## Tanulmányai
1968-ban költöztek Csíkszeredába, itt járt matematika–fizika szakon a Márton Áron Gimnáziumba, 1980-ban érettségizett. Utána Marosvásárhelyen tanult az Orvosi és Gyógyszerészeti Egyetemen, 1986-ban végzett.

## Szakmai karrierje
Egyetem után, 1987-ben telepedett át Magyarországra, először Mosonmagyaróvárra, majd 25 év után Győrbe költözött. Tüdőgyógyászként dolgozik.
Számos szakmai cikket közölt, valamint több tüdőgyógyászati szakkönyvet szerkesztett.
A Covid-járvány alatt kilencven ágyas Covid-osztályt vezetett egy megyei kórházban.

## Írói karrierje
Kilencedik osztályos korában az országos magyar nyelv és irodalom tantárgyversenyen különdíjat kapott, ez volt az első kapcsolata az irodalommal.
2019-től kreatív írás kurzusokra járt a Péterfy Akadémiára. Első novellája a WMN-en jelent meg, ekkor választotta az álnevét, hogy szétválassza szakmai publikációit az irodalmiaktól.
Első regénye a Kalligramnál jelent meg 2022-ben Nincs Hold, ha nem nézed címmel, második regénye ugyanitt 2024-ben Papírbabák, avagy lehet-e két hazád? címmel.
Emellett novellákat publikál nyomtatott és internetes folyóiratokban, valamint a blogján is közöl.